# メディバン
株式会社メディバンは、東京都渋谷区に本社を置くベンチャー企業である。無料のイラスト・マンガ制作ソフト「MediBang Paint（旧クラウドアルパカ）」・無料ネームアプリ「マンガネーム」を提供するとともに、マンガ・イラストプラットフォーム「Art street」を運営している。

## 概要
インターネット時代の新たなメディア・プラットフォームとして、もっと自由に「作品」を届けられ、もっと自由に「作品」に触れられる仕組みを作ることを目指して設立された。
「マンガを誰でもどこでも描けるようにしたい」という思想のもと、クラウドを用いたイラスト・マンガ制作ツール「クラウドアルパカ」およびスマートフォン用ネームアプリ「マンガネーム」を開発・提供している。両ソフトはクラウドを通じて連携しており、場所を選ばず、複数人と共同してマンガを制作することが可能となっている。

## 沿革
- 2014年
  - 1月 - 設立
  - 6月 - マンガ・イラスト・ノベルの総合プラットフォーム「MediBang!」サービス開始
  - 8月 - 本社オフィスを渋谷インフォスアネックスに移転
  - 11月 - マンガも描ける!完全無料の高性能ペイントツール「クラウドアルパカ」リリース
  - 12月 - スマホでネームが描ける無料アプリ「マンガネーム」リリース
  - 12月 - 総額2.4億円の第3者割当増資を実施
- 2015年
  - 1月 - Amazon Kindleストア、iBooksストア、Google Play ブックス、楽天kobo電子書籍ストアへの電子書籍取り次ぎサービス「メディバンパブリッシング」開始
  - 6月 - 「クラウドアルパカ」を「メディバンペイントプロ」に名称変更
  - 6月 - 「メディバンペイントタブレット for Android」リリース
  - 7月 - 「メディバンペイントミニ for Android」リリース
  - 7月 - 「メディバンペイントタブレット for iPad」リリース
  - 7月 - マンガボックスインディーズ×メディバン連携開始
  - 8月 - 「メディバンペイント for iPhone」リリース
- 2016年
  - 1月 - 広告収益還元サービス「メディバンパートナープログラム」開始
  - 1月 - リーダーアプリ「メディバン for Android」リリース
  - 3月 - 総額3億円の第三者割当増資を実施
  - 11月 - ノベル投稿サービス「ストリエ」を事業譲
- 2017年
  - 1月 - 塗り絵アプリ「メディバンぬりえ for Android」リリース
  - 6月 - 塗り絵アプリ「メディバンぬりえ for iOS」リリース
  - 6月 - ジャンプ公式マンガ制作ツール「ジャンプPAINT by MediBang」リリース
  - 6月 - 株式会社メディアドゥと資本業務提携
- 2021年
  - 11月2日 - 『日本レースクイーン大賞2021』の冠スポンサーに就任[注 1]
- 2023年
  - 5月25日 - Twitterと連携した世界初のネットワークプリントサービス「ツイプリ」をリリース[2]。その後「メディバンネップリ」に改称し、同年11月2日、『日本レースクイーン大賞2023』の冠スポンサーに「メディバンネップリ」名義で復帰する[注 2]。

## サービス

### WEBサービス
Art street
イラスト・マンガ投稿サイト
https://medibang.com

メディバン マンガ
有名人気マンガが気軽に楽しめる無料アプリ＆ウェブサイト
https://medibang.com/bookstore/

ストリエ
フキダシ×イラスト×テキストで「よむ」「つくる」ノベル投稿サービス
https://storie.jp/

### アプリ
MediBang Paint
すべてのデバイスがキャンバスに
世界最高峰のイラスト・マンガ制作ツール
MediBang PaintPro
メディバンペイントの全機能を搭載するPC版
WindowsとMacに対応
ジャンプPAINT
週刊少年ジャンプ公式の漫画製作ツール
アプリからジャンプ編集部へ投稿、デビューも可能
MediBang Pro
2024年1月11日にリリースされたiPad対応のイラスト・マンガ制作ツール
有料だがクオリティは高い